# Ani (historische Stadt)

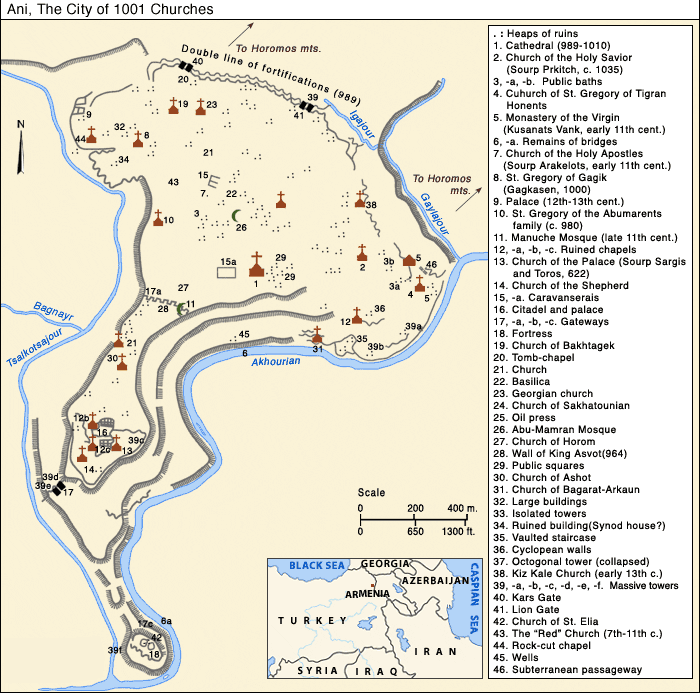
Plan von Ani

Ani (armenisch Անի) ist eine seit mehr als drei Jahrhunderten verlassene und heute in Ruinen liegende ehemalige armenische Hauptstadt auf dem Gebiet der heutigen Türkei.

## Lage
Ani liegt im türkisch-armenischen Grenzgebiet auf einem Plateau (1338 m), umgeben von einer tiefen Schlucht und dem Fluss Achurjan (armen.) / Arpaçay (türk.) (auch Harpasus), der heute die Grenze zwischen der Türkei und Armenien bildet. Ani liegt etwa 42 Kilometer östlich der Stadt Kars in der gleichnamigen türkischen Provinz. Die Siedlung Anipemza mit der frühchristlichen Basilika von Jereruk, acht Kilometer südöstlich auf armenischer Seite, leitet ihren Namen von Ani ab.

## Geschichte

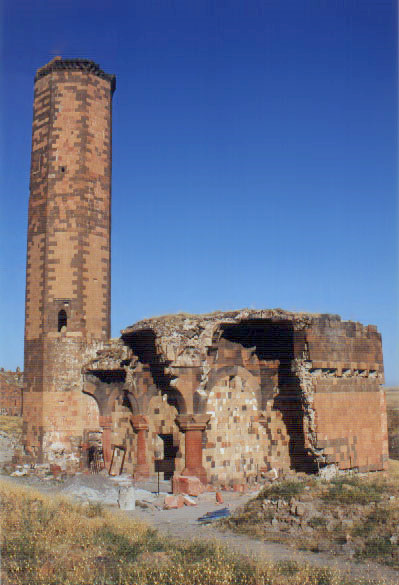
Die Menuçehr-Moschee ist die erste Moschee der Seldschuken-Epoche in Anatolien und nach ihrem Erbauer, dem Gründer der Schaddadiden-Linie von Ani, benannt.

Ani ist seit dem 5. Jahrhundert als armenische Festung nachweisbar. 763 kam es in den Besitz der Bagratiden, im 10. Jahrhundert entwickelte es sich zu einer bedeutenden Stadt. König Aschot III. Bagratuni (951–977) machte Ani im Jahre 961 zur Hauptstadt seines armenischen Königreiches. Als König Gagik II. 1045 sein Reich den Byzantinern übergab, war das an der nördlichen Seidenstraße gelegene Ani weithin als „Stadt der 1001 Kirchen“ bekannt und zählte mehr als 100.000 Einwohner. Bei der größten Kirche handelte es sich um die zwischen 989 und 1001 durch den Architekten Trdat für den nach Ani transferierten armenischen Katholikos erbaute Kathedrale von Ani.
Am 16. August 1064 wurde Ani nach einer 25-tägigen Belagerung von den türkischen Seldschuken erobert, wodurch es unter islamische Herrschaft geriet. Im Zuge der Eroberung kam ein Großteil der Bevölkerung ums Leben. Sultan Alp-Arslan überließ die Stadt 1072 den (bereits Gandscha und Dwin regierenden) Schaddadiden, einer kurdischen Vasallendynastie, die sich hier hielt, bis Ani am Ende des 12. Jahrhunderts an das christliche Königreich Georgien fiel. Zwischen 1125 und 1209 gelang es diesen insgesamt fünfmal, die Stadt zu besetzen. Die Georgier setzten in Ani die armenischen Zakariden als Vasallen ein, unter denen die Stadt eine letzte kurze Blütezeit erlebte. Eine Belagerung durch die Mongolen konnte 1226 zurückgeschlagen werden. 1239 fiel Ani jedoch in mongolische Hände und große Teile der Bevölkerung wurden getötet. Im Jahre 1319 wurde das Schicksal der Stadt von einem Erdbeben besiegelt, woraufhin die Bevölkerungszahl ab dem 14. Jahrhundert – Ani gehörte nun zu den Reichen der Aq Qoyunlu und Qara Qoyunlu – langsam aber stetig sank. Die Stadt wurde 1380 von Timur erobert. Ein Erdbeben 1605 reduzierte Anis verbliebene Bedeutung für armenische Pilger und Mönche weiter. Ab dem 18. Jahrhundert bestand nur noch ein bescheidenes Dorf.
Nach 1534 war Ani Teil des Osmanischen Reiches. Als Ergebnis des Osmanisch-Russischen Krieges (1877–78) gehörte das Gebiet bis 1917 zum Russischen Reich, unbehindert durch eine Staatsgrenze zum gleichfalls russischen Armenien. Die zaristische Kulturpolitik wandte Ani erhöhte Aufmerksamkeit zu.
1892/93 und 1904–1917 fanden unter der Leitung des russischen Orientalisten Nikolai Jakowlewitsch Marr die ersten ausführlichen archäologischen Grabungen in Ani statt. Die Ergebnisse wurden vor Ort in einem Museum zur Ausstellung gebracht und steigerten das touristische Interesse an der Stadt. Am Ende des Ersten Weltkriegs wurden im April 1918 unter Leitung des Archäologen Ashkharbek Kalantar rund 6000 bewegliche archäologische Objekte von Ani nach Jerewan gebracht, um sie vor der vorrückenden osmanischen Armee in Sicherheit zu bringen.
1909 unternahm der armenische Katholikos Matheos III. Izmirlian (1845–1910) eine erste offizielle Pilgerfahrt von Etschmiadzin nach Ani. Daraus entwickelte sich ein fester Pilgerbetrieb mit eigenen Ritualen. Ani wurde zu einem Hochort im neuzeitlichen Geschichtsbild der armenischen Nation.
Mit der Kapitulation des Osmanischen Reichs im Oktober 1918 fiel Ani zunächst unter die Kontrolle des neugegründeten Staats Armenien. Nach dem Türkisch-Armenischen Krieg von 1920 gelangte Ani an die Türkei.

## Situation heute

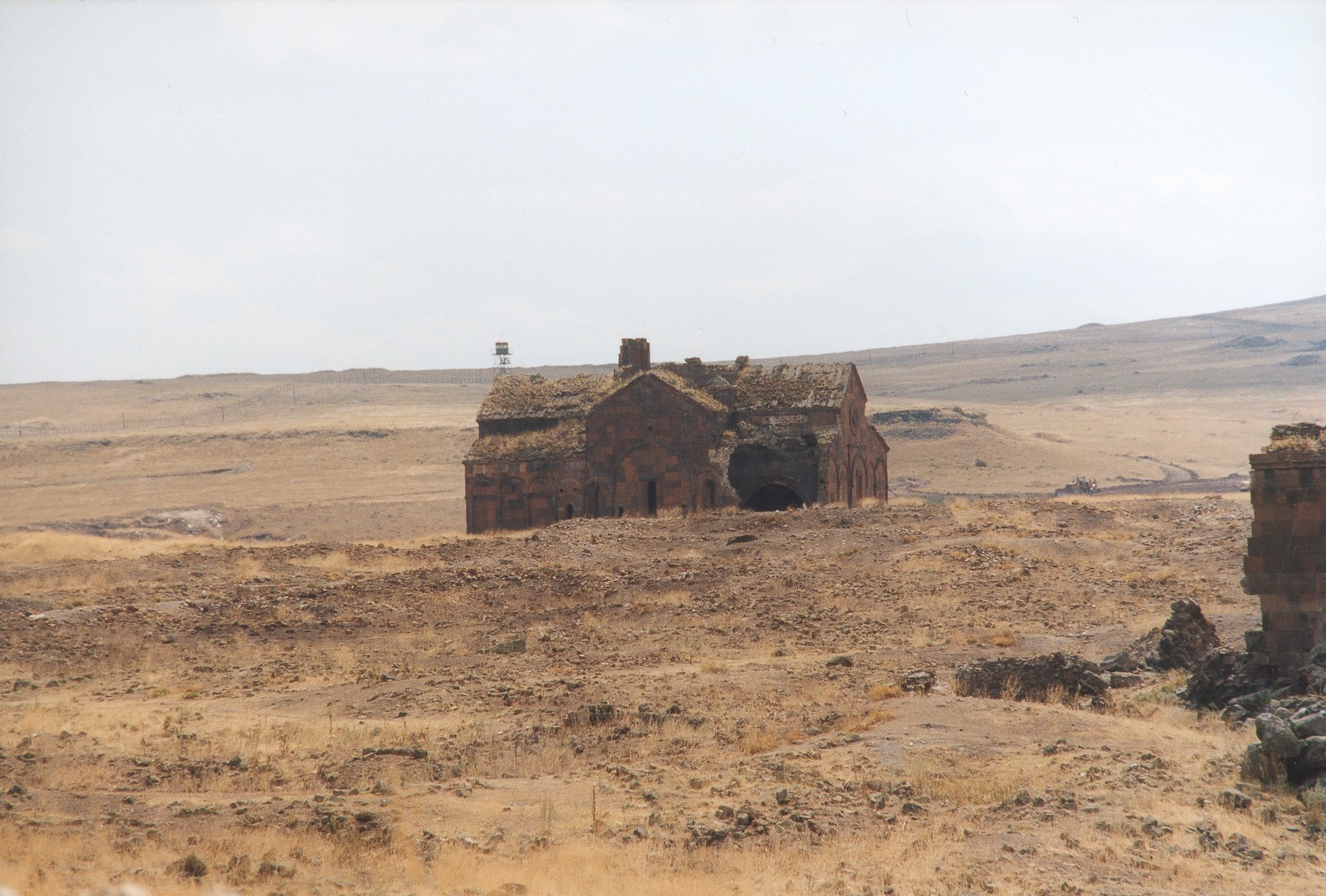
Die Kathedrale von Ani mit armenischen Grenzanlagen im Hintergrund

Heute ist Ani eine Geisterstadt und vor allem für die noch erhaltenen Zeugnisse armenischer Architektur bekannt. Die einzigen „Bewohner“ sind türkische Grenzsoldaten, vereinzelte Touristen und Anwohner des benachbarten türkischen Dorfes Ocaklı.
Bedroht von „Restaurierungsarbeiten“, Kulturvandalismus, Erdbeben und in jüngerer Vergangenheit auch durch Bodenerschütterungen (ausgelöst durch Sprengungen in einem Steinbruch auf armenischem Gebiet), steht die Zukunft dieses Kulturdenkmals in Frage.
Mehr oder weniger erhalten sind Teile der doppelt ausgelegten Stadtmauer, die Kathedrale (vollendet im Jahre 1001 oder 1010), einige Kirchen und Kapellen, die Zitadelle und ein Palast, der Ende des 20. Jahrhunderts einem „Wiederaufbau“ zum Opfer fiel. Der armenische Ursprung und die armenische Vergangenheit der Stadt werden von offizieller türkischer Stelle jedoch verschwiegen; auf einer Hinweistafel ist nur vom „christlichen Erbe innerhalb des Osmanischen Reichs“ die Rede.
In der Vergangenheit war der Zugang zur Stadt teilweise nur mit Genehmigung möglich, da das Areal lange Zeit militärisches Sperrgebiet war. Es galt wegen der Lage direkt an der Grenze zu Armenien teilweise Fotografierverbot, und einige Teile des Areales waren für Zivilpersonen (2001) nicht zugänglich. Im Zuge der touristischen Erschließung wurden die größten Teile der Stadt frei zugänglich gemacht. Lediglich die Zitadelle (türk. Iç Kale) und der unmittelbare Grenzstreifen sind noch immer militärisches Sperrgebiet und dürfen nicht betreten werden.
Dem architektonischen „Stil von Ani“ des 11. Jahrhunderts werden mehrere ehemalige Klöster um Ani und in der armenischen Provinz Schirak stilistisch zugerechnet, darunter Chtsgonk, Marmaschen und Horomos.
Ab 2012 stand Ani auf der Tentativliste zur Aufnahme als UNESCO-Welterbe. 2016 wurde die Stadt zum Weltkulturerbe erklärt.

## Gebäude (Auswahl)

### Kathedrale

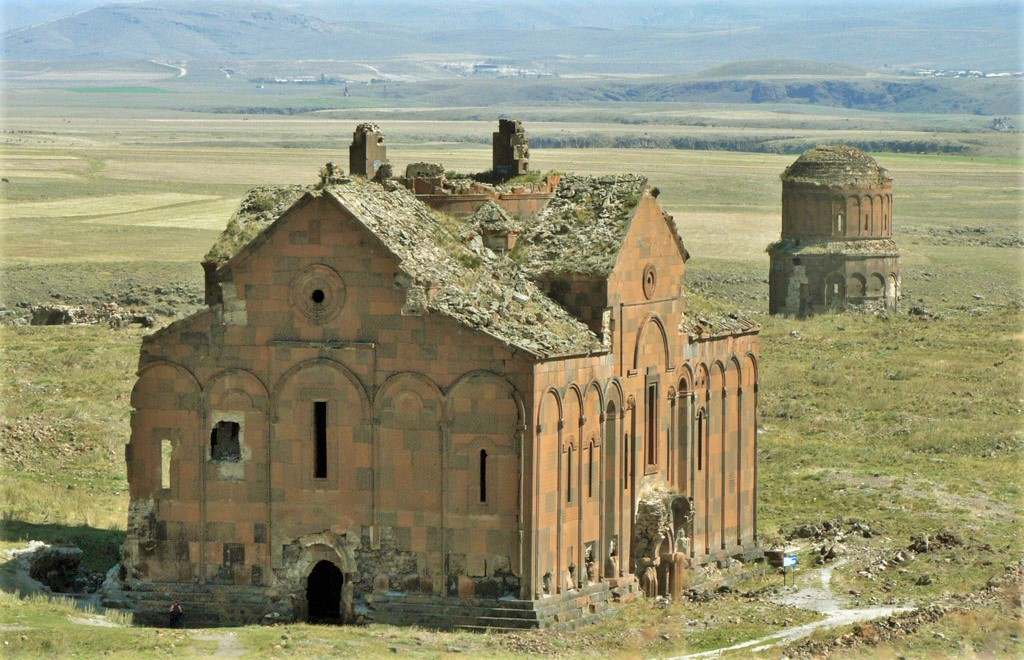
Kathedrale von Ani

Die auch als Kathedrale der heiligen Jungfrau bekannte armenische Kreuzkuppelkirche ist das größte Gebäude in Ani. Sie wurde zwischen 989 und 1001/1010 erbaut und durch den Architekten Trdat fertiggestellt. Die Kuppel und der Tambour brachen 1319 bei einem Erdbeben zusammen. Bei einem weiteren Erdbeben stürzte 1988 die nordwestliche Ecke ein.

### Kirche Sankt Gregor des Königs Gagik
Diese Kirche wurde vermutlich zwischen 1001 und 1005 durch den Architekten Trdat unter König Gagik I. erbaut. Als Vorbild diente die zu diesem Zeitpunkt bereits zerstörte und ebenfalls dem heiligen Gregor geweihte Kathedrale von Swartnoz. Die Kirche dürfte aber bereits wenige Jahrzehnte nach ihrem Bau eingestürzt und mit anderen Gebäuden überbaut worden sein. Die heute sichtbaren Überreste der Kirche traten erst 1906 durch die Ausgrabungen zutage.

### Erlöserkirche

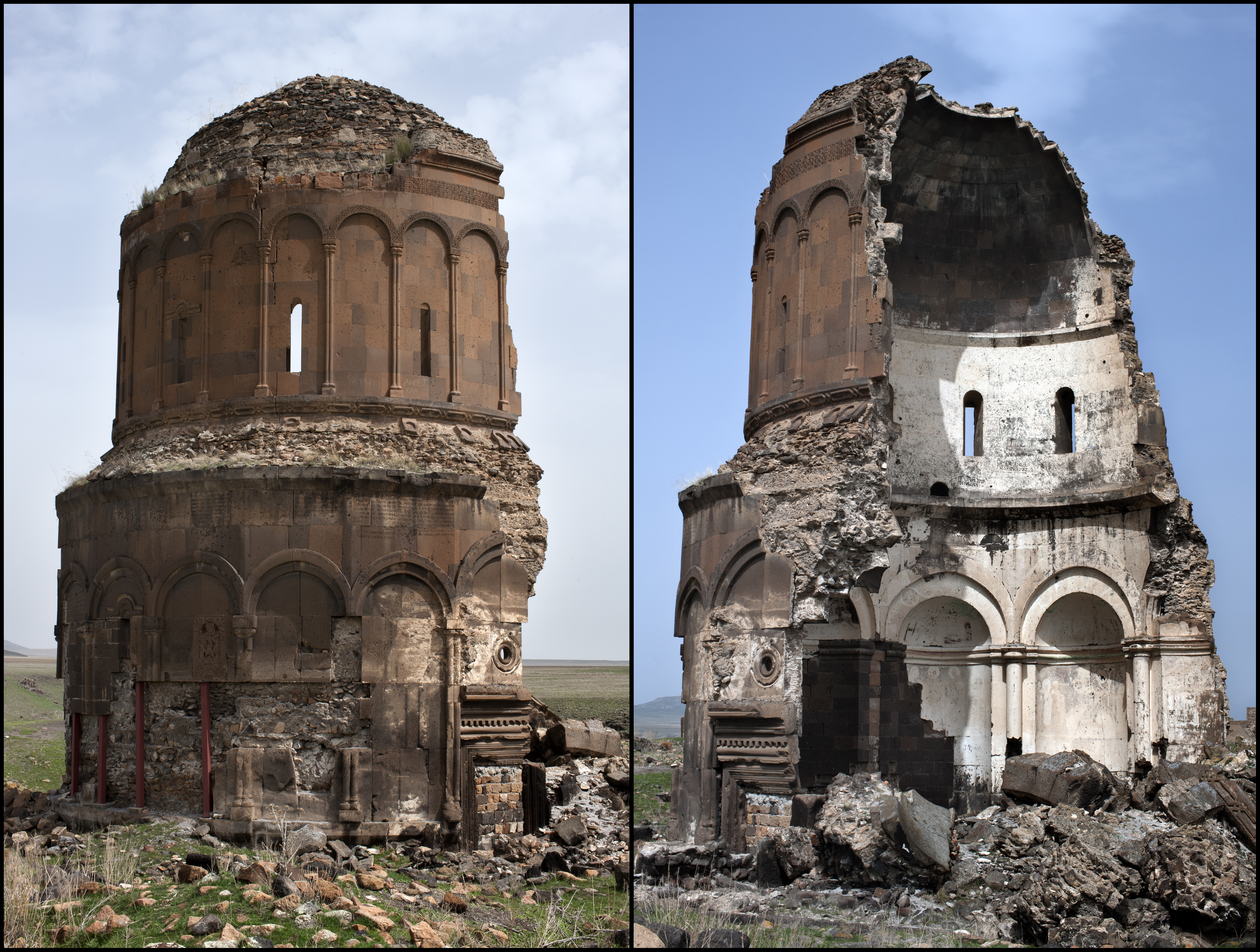
Erlöserkirche.

Die kreisrunde Kirche wurde kurz nach 1035 errichtet, um einen Splitter des wahren Kreuzes darin aufzubewahren. Der östliche Teil stürzte 1957 bei einem Sturm ein. Der Rest des Gebäudes befindet sich seit dem schweren Erdbeben von 1988 in einem kritischen Zustand.

### Apostelkirche
Die früheste Inschrift der Kirche kann auf 1031 datiert werden. Nur Fragmente haben sich erhalten, darunter vor allem der Schamatun.

### Menüçehr-Moschee
Diese Moschee liegt direkt am Abhang des Plateaus und stammt vermutlich aus dem späten 11. Jahrhundert. Sie wurde bis 1906 von Einheimischen als Moschee genutzt und danach in ein Museum umgewandelt. Der Mihrāb in der südlichen Mauer wurde erst nach 1920 hinzugefügt. Die Moschee wird manchmal, besonders von türkischer Seite, als erste Moschee Anatoliens bezeichnet.

### Kirche Sankt Gregor von Tigran Honents
Laut der Inschrift des Stifters wurde diese Kirche 1215 durch den Händler Tigran Honents in Auftrag gegeben. Das Gebäude zählt zu den besterhaltenen in Ani. Die üppigen Fresken sind ungewöhnlich für armenische Kirchen, weshalb vermutet wird, dass diese von georgischen Malern gefertigt wurden. Möglicherweise war die Kirche dem georgisch-orthodoxen Ritus geweiht. Dafür spricht, dass sich Ani zum Zeitpunkt der Errichtung unter Kontrolle des Königreichs Georgien befand.

## Religion
Ani war vom 10. Jahrhundert bis 1045 Sitz des armenischen Katholikos.

## Söhne und Töchter der Stadt
- Anania Schirakatsi (610–685), Gelehrter, Mathematiker und Geograph

## Sonstiges
Der russische Astronom Grigori Nikolajewitsch Neuimin benannte 1914 den Asteroiden (791) Ani nach der Stadt.